# Kersey (ylletyg)
Kersey är ett ylletyg som fått namn efter staden Kersey i Suffolk i Storbritannien. Kersey är ett ruggat relativt kraftigt, kypertvävt tyg, vanligen i fyrskaft (2/2) även om fler skaft än fyra också förekommer. Kersey tillverkas vanligtvis på 150 cm bredd och tjockleken ligger på 570-590 gram per kvadratmeter.
Kersey används bland annat till ytterkläder och historiska dräkter.